# Ljubow Alexandrowna Zjoma
Ljubow Alexandrowna Zjoma (russisch Любовь Александровна Цёма, engl. Transkription Lyubov Tsyoma; * 19. Mai 1963 als Ljubow Kirjuchina russisch Кирюхина, engl. Transkription Kiryukhina) ist eine ehemalige russische Mittelstreckenläuferin, die bis 1991 für die Sowjetunion antrat.

## Sportliche Laufbahn
Erste internationale Erfahrungen sammelte Ljubow Zjoma vermutlich im Jahr 1979, als sie bei den Junioreneuropameisterschaften in Bydgoszcz mit 2:07,80 min im Halbfinale im 800-Meter-Lauf ausschied und mit der sowjetischen 4-mal-400-Meter-Staffel in 3:45,47 min die Bronzemedaille gewann. 1981 gewann sie bei den Junioreneuropameisterschaften in Utrecht in 2:04,33 min die Bronzemedaille im 800-Meter-Lauf und sicherte sich mit der Staffel in 3:31,41 min die Silbermedaille. 1986 belegte sie bei den Europameisterschaften in Stuttgart in 1:59,67 min den siebten Platz über 800 Meter und im Jahr darauf gewann sie bei den Halleneuropameisterschaften in Liévin in 2:01,85 min die Bronzemedaille hinter Christine Wachtel und Sigrun Wodars aus der DDR. Anschließend gewann sie auch bei den Hallenweltmeisterschaften in Indianapolis in 2:01,98 min die Bronzemedaille hinter Christine Wachtel und der Tschechoslowakin Gabriela Sedláková. 1996 nahm sie für Russland an den Olympischen Sommerspielen in Atlanta teil und schied dort mit 2:02,50 min im Halbfinale aus. Im Jahr darauf kam sie bei den Weltmeisterschaften in Athen im Halbfinale über 800 Meter nicht ins Ziel und wurde nachträglich wegen eines Dopingverstoßes mit dem anabolen Steroid Stanozolol disqualifiziert, woraufhin sie ihre aktive sportliche Karriere  im Alter von 34 Jahren beendete.
1997 wurde Zjoma russische Meisterin im 800-Meter-Lauf.

## Persönliche Bestleistungen
- 400 Meter: 51,97 s, 6. Juni 1987 in Moskau
- 800 Meter: 1:57,18 min, 16. Juli 1986 in Kiew
  - 800 Meter (Halle): 2:01,81 min, 8. Februar 1987 in Pensa
- 1500 Meter: 4:07,18 min, 19. Juli 1982 in Leningrad